# Минская телебашня
 Минская телебашня — телебашня в столице Беларуси г. Минск. Расположена по адресу, город Минск, ул. Коммунистическая, 6, там же (в здании телецентра) находятся редакции белорусских телеканалов ОНТ и СТВ.

## История
С 1 января 1956 г. с минской телебашни начала осуществляться трансляция Республиканской телевизионной студии.
Радиус действия уверенного приема достигал 70 км.
6 октября 1967 года Минский телецентр впервые принял по радиорелейной линии полный цветной телевизионный сигнал из Москвы по системе SECAM-3Б., хотя в то время в Минске было только 5 цветных телевизоров. Два из них было установлено на Минском телецентре для контроля за радиорелейной линией и эфиром и именно работники телецентра стали первыми, кто смог увидеть цветное телевещание.
С 13 сентября 1974 года телецентр регулярно ведет цветные передачи.
К 1976 году радиотелевизионный передающий центр был уже вынесен за город и башня стала использоваться лишь для работы передвижных телевизионных станций и передачи программ из Минска на новый центр. Поэтому решено было использовать её ещё и для создания в столице республиканской радиотелефонной связи. Для этого вышку укоротили почти на 40 метров, проведя утром 13 июля уникальную операцию — над башней повис вертолёт, монтажники закрепили тросы и через минуту машина, подняв секцию, перенесла её на специально оборудованную площадку в районе Комсомольского озера. Хотя произвести демонтаж можно было и при помощи применяемого в таких случаях «ползучего» крана, но на это ушло бы много времени и к тому же поднять многотонный груз на такую высоту было практически невозможно. Поэтому впервые в Минске эту операцию взял на себя вертолет «МИ-10К», предназначенный для монтажных работ (выполнял эту работу опытный московский экипаж в составе Ф. Белушкина, Н. Селиверстова, Г. Провалова и ведущего инженера А. Чубарева).
Далее, на высоте около 160 метров была смонтирована площадка диаметром в 20 метров, которая состояла из 8 пятитонных лепестков, на которой установили антенны, необходимые для работы нового вида связи.

## Башня-2
В 2014 году планировалось строительство ещё одной телебашни. Обсуждались три площадки: одна в Минске (на Комсомольском озере) и две в городах-спутниках (Молодечно и Дзержинске). Но проект был закрыт по двум причинам: финансовым и из-за опасений блэкаутов в Минске, Молодечно, Дзержинске и/или соседних с ним населённых пунктах.

## Фотогалерея

Телебашня на фоне здания ОНТ и СТВ
Телебашня со стороны Свислочи

## Техническая информация
- изначальная высота — 200 м.
- высота в данное время — 176 м.
- верхняя площадка — 160 м.